# José Goron
José Thierry Goron (Fort-de-France, 1º aprile 1977) è un calciatore francese martinicano, attaccante dell'Aiglon du Lamentin.

## Carriera

### Club
Ha giocato fino al 2004 nel Case Pilote. Nel 2004 è passato al Club Franciscain. Nel 2008 è tornato al Case Pilote. Nel 2011 si è trasferito al Rivière-Pilote. Nel 2014 è stato acquistato dal Golden Lion. Nel gennaio 2019 ha firmato un contratto con l'Aiglon du Lamentin.

### Nazionale
Ha debuttato in Nazionale il 17 gennaio 2002, in Martinica-Costa Rica (0-2), subentrando a Pascal Lina al minuto 85. Ha messo a segno la sua prima rete con la maglia della Nazionale il 9 ottobre 2002, nell'amichevole Martinica-Saint Lucia (4-0). Ha partecipato, con la Nazionale, alla CONCACAF Gold Cup 2002 e alla CONCACAF Gold Cup 2003. Ha collezionato in totale, con la maglia della Nazionale, 50 presenze e 17 reti.

## Palmarès

### Club

#### Competizioni nazionali
- Campionato martinicano di calcio: 6

Club Franciscain: 2004-2005, 2005-2006, 2006-2007
Rivière-Pilote: 2011-2012
Golden Lion: 2014-2015, 2015-2016
- Coppa della Martinica: 6

Club Franciscain: 2004-2005, 2006-2007, 2007-2008
Case-Pilote: 2009-2010
Rivière-Pilote: 2012-2013
Golden Lion: 2015-2016